# Challenge Cup 2008-2009 (pallavolo maschile)
La Coppa CEV di pallavolo maschile 2008-2009 è stata la 29ª edizione del terzo torneo pallavolistico europeo per squadre di club; è iniziata con la fase di qualificazione l'11 ottobre 2008, si è conclusa il 22 marzo 2009. Al torneo hanno partecipato 66 squadre e la vittoria finale è andata per la prima volta all'Arkas Spor Kulübü.

## Squadre partecipanti
| - Aich/Dob - Amriswil* - Azerneft - Partizan - Charlottenburg* - Dinamo Bucarest - Steaua Bucarest - Neftohimik - VKP Bratislava - Cannes* - Impexagro Čerkasy - Tomis Costanza* - Orion - Dunaferr* - Marek Junion-Ivkoni - Anorthōsīs* - Nea Salamis | - Fonte do Bastardo - Førde - Galatasaray - Chênois - Kommunalnik Grodno - Lycurgus - Schuvoc Halen - Chemes Humenné - Jastrzębski Węgiel* - Kakanj - Salonit Anhovo* - Kaposvár* - Lokomotyv Charkiv - Lokomotyv Kiev - Klagenfurt - Kuldīga - Arkas | - Asse-Lennik* - Losanna UC* - Maribor - Moerser - Metalurh-Bela - Sutjeska Nikšić - Vojvodina - Marienlyst - Napredak Odžak - AZS Olsztyn* - Ostrava - Pafiakos - Patrōn - Piatra Neamț* - Studentski centar - Rīga | - Asseco Resovia - Rabotnički* - Strassen - Audentese - Tampereen Isku - Maccabi Tel Aviv - Arona* - Teruel - Tourcoing - Treviso - Unterhaching - Vammalan - Varaždin - HAOK Mladost - Zagreb - Metallurg Zhlobin |

VKP Bratislava ritirato.
- * Provenienti dalla Coppa CEV

## Primo turno

### Ritorno
- * Entrambe le partite si sono giocate a Praia da Vitória
- ** Entrambe le partite si sono giocate a Tampere
- *** Entrambe le partite si sono giocate a Ginevra

### Squadre qualificate
| - Dinamo Bucarest - Neftohimik - Impexagro Čerkasy - Marek Junion-Ivkoni - Fonte do Bastardo - Galatasaray - Chênois - Lycurgus - Kakanj - Lokomotyv Charkiv | - Lokomotyv Kiev - Klagenfurt - Moerser - Audentese - Tampereen Isku - Maccabi Tel Aviv - HAOK Mladost - Zagreb - Metallurg Zhlobin |

## Secondo turno

### Squadre qualificate
| - Aich/Dob - Orion - Marek Junion-Ivkoni - Fonte do Bastardo - Galatasaray - Arkas - Lokomotyv Kiev - Moerser | - Ostrava - Patrōn - Teruel - Tourcoing - Treviso - Unterhaching - Metallurg Zhlobin |

## Sedicesimi di finale

### Squadre qualificate
| - Amriswil - Tomis Costanza - Galatasaray - Arkas - Jastrzębski Węgiel - Kaposvár - Salonit Anhovo - Lokomotyv Charkiv | - Lokomotyv Kiev - Asse-Lennik - Patrōn - Teruel - Tourcoing - Treviso - Unterhaching - Metallurg Zhlobin |

## Ottavi di finale

### Squadre qualificate
| - Tomis Costanza - Galatasaray - Arkas - Jastrzębski Węgiel - Patrōn - Tourcoing - Treviso - Metallurg Zhlobin |

## Quarti di finale

### Squadre qualificate
| - Tomis Costanza - Arkas - Jastrzębski Węgiel - Patrōn |

## Final-four
La final-four si è disputata a Smirne ( Turchia) e gli incontri si sono svolti all'İzmir Atatürk Sport Hall. Le semifinali si sono disputate il 21 marzo, mentre la finale 3º/4º posto e la finalissima si sono giocate il 22 marzo.

### Finali 1º e 3º posto
|  | Semifinali         | Semifinali         | Semifinali         |                    |       | Finale             | Finale             | Finale             |  |
|  |                    |                    |                    |                    |       |                    |                    |                    |  |
|  | Patrōn             | Patrōn             | 0                  |                    |       |                    |                    |                    |  |
|  | Patrōn             | Patrōn             | 0                  |                    |       |                    |                    |                    |  |
|  | Arkas              | Arkas              | 3                  |                    |       |                    |                    |                    |  |
|  | Arkas              | Arkas              | 3                  |                    | Arkas | Arkas              | 3                  |                    |  |
|  |                    |                    |                    |                    | Arkas | Arkas              | 3                  |                    |  |
|  |                    |                    | Jastrzębski Węgiel | Jastrzębski Węgiel | 2     |                    |                    |                    |  |
|  | Tomis Costanza     | Tomis Costanza     | Jastrzębski Węgiel | Jastrzębski Węgiel | 2     | 1                  |                    |                    |  |
|  | Tomis Costanza     | Tomis Costanza     |                    |                    |       | 1                  |                    |                    |  |
|  | Jastrzębski Węgiel | Jastrzębski Węgiel | 3                  |                    |       | Finale 3º/4º posto | Finale 3º/4º posto | Finale 3º/4º posto |  |
|  | Jastrzębski Węgiel | Jastrzębski Węgiel | 3                  |                    |       |                    |                    |                    |  |
|  |                    |                    |                    |                    |       |                    |                    |                    |  |
|  |                    |                    |                    |                    |       | Patrōn             | Patrōn             | 0                  |  |
|  |                    |                    |                    |                    |       | Patrōn             | Patrōn             | 0                  |  |
|  |                    |                    |                    |                    |       | Tomis Costanza     | Tomis Costanza     | 3                  |  |